# Suaqui
Suaqui är en ort i Mexiko.   Den ligger i kommunen Baviácora och delstaten Sonora, i den nordvästra delen av landet, 1 600 km nordväst om huvudstaden Mexico City. Suaqui ligger 555 meter över havet och antalet invånare är 129.
Terrängen runt Suaqui är kuperad söderut, men norrut är den platt. Suaqui ligger nere i en dal. Runt Suaqui är det mycket glesbefolkat, med 4 invånare per kvadratkilometer. Närmaste större samhälle är San José, 7,3 km nordväst om Suaqui. Omgivningarna runt Suaqui är i huvudsak ett öppet busklandskap.